# Phayu
Phraya Phayu war der fünfte König von Lan Na und regierte zwischen 1336 und 1355.
Phayu wurde 1334 von seinem Vater Kham Fu als Herrscher über die Hauptstadt Chiang Mai eingesetzt, da dieser in Chiang Saen blieb, um das Land gen Norden zu verteidigen. Phayu wurde nach altem Ritus in Chiang Mai gekrönt. Da Chiang Saen ausreichend ausgestattet war, konnte Phayu in Chiang Mai residieren und an der Eingliederung von Phayao nach Lan Na, das sein Vater eingenommen hatte. 
Phayu knüpfte Bande zu benachbarten Herrschaftsgebieten mit Hilfe der Heiratspolitik. Er selbst nahm Chitrathewi, eine Prinzessin aus dem südöstlich von Chiang Saen gelegenen Chiang Khong, zur Frau. Phayu förderte und schützte den Buddhismus. Er wirkte gemäß den zehn Tugenden eines Königs und ließ in der Hauptstadt die Tempelanlage Wat Phra Singh errichten, wo er auch die sterblichen Überreste seines Vaters beisetzte.